# Eparchia piatigorska i czerkieska
Eparchia piatigorska i czerkieska – jedna z eparchii Rosyjskiego Kościoła Prawosławnego, wchodząca w skład metropolii stawropolskiej. Jej obecnym ordynariuszem jest biskup piatigorski i czerkieski Teofilakt (Kurjanow), zaś funkcje katedry pełni sobór Chrystusa Zbawiciela w Piatigorsku. Eparchii podlegają prawosławne parafie i monastery w rejonach minierałnowodskim, priedgornym i kirowskim Kraju Stawropolskiego, w miastach Piatigorsk, Jessentuki, Żeleznowodsk i Kisłowodsk oraz w republikach Karaczajo-Czerkiesja i Kabardo-Bałkaria.

## Historia
Samodzielna eparchia piatigorska powstała w 1927, jej pierwszym ordynariuszem został mianowany ówczesny arcybiskup astrachański Tadeusz, który nigdy nie dotarł jednak do miejsca wykonywania obowiązków, gdyż już w momencie nominacji znajdował się w radzieckim więzieniu. W tej sytuacji jeszcze tym samym roku katedrę piatigorską objął arcybiskup Dymitr (Dobrosierdow), jednak i on nie zamieszkał w Piatigorsku, a w Kisłowodsku. W latach 30. areszty kolejnych biskupów i duchownych oraz zamykanie świątyń sprawiły, że w 1939 działalność administratury faktycznie ustała, zaś w 1943 została ona oficjalnie zlikwidowana.
Reaktywacja eparchii nastąpiła w 2011, gdy Święty Synod Rosyjskiego Kościoła Prawosławnego wydzielił eparchię piatigorską z eparchii stawropolskiej i władykaukaskiej.

### Statystyki (2012)
W 2012 eparchia dzieliła się na siedem dekanatów, w ramach których działały 162 parafie. Administraturze podlegały także trzy klasztory: Drugi Athos na górze Besztau, monaster Trójcy Świętej i św. Serafina z Sarowa w Sowchoznym i monaster św. Jerzego w Jessentukach. W parafiach eparchii pracę duszpasterską prowadziło 133 kapłanów, zaś w monasterach przebywało 24 mnichów i mniszek.

## Biskupi piatigorscy
- Tadeusz (Uspienski), 1927
- Dymitr (Dobrosierdow), 1927–1929
- Nikifor (Jefimow), 1929–1930
- Paweł (Wilkowski), 1930–1932
- Dymitr (Dobrosierdow), 1932, ponownie
- Joazaf (Żewachow), 1932
- Piotr (Sawieljew), 1932–1933
- Metody (Abramkin), 1933–1939, de facto do 1937
- Teofilakt (Kurjanow), od 2011[3].